# Rue de la Chaise
La rue de la Chaise est une voie située dans le quartier Saint-Thomas-d'Aquin du 7e arrondissement de Paris, en France.

## Situation et accès
Longue de 200 mètres, la rue débute au 31, rue de Grenelle et finit au 37, boulevard Raspail. Elle est en sens unique dans le sens sud-nord.
Le quartier est desservi par la ligne 12 aux stations Rue du Bac et Sèvres - Babylone.

## Origine du nom
Une tuilerie à l'enseigne de « La Chaise » (1588-1595) lui donna son nom actuel vers 1588.

## Historique
Cette rue existait en 1529, sous le nom de « chemin qui tend de l'Église-Saint-Pierre à la Maladrerie » car elle conduisait alors de la maladrerie Saint-Germain à la chapelle Saint-Pierre. La rue de la Chaise se confondait alors avec l'actuelle rue Saint-Guillaume dont elle était la continuation.
La maladrerie, transformée en 1557 en hospice dit des Petites Maisons, occupait l'angle de la rue de la Chaise et de rue de Sèvres (à l'emplacement de l'actuel square Boucicaut).
Le voisinage de la maladrerie lui fit donner les noms de « rue de la Maladrerie » et « rue de Malladerye » puis, comme l'on y soignait plus spécialement les malades atteints de la teigne, elle prit le nom de « rue des Teigneux ».
En 1628, le maître tapissier Raphaël de La Planche installe ses ateliers dans cette rue.
Elle est citée sous le nom de « rue de la Chaize » dans un manuscrit de 1636.
Une partie de la rue est supprimée lors du percement du boulevard Raspail.
En août 1981, une course poursuite se termine rue de la Chaise. Inge Viett de la Fraction armée rouge est rejointe par Francis Violleau, officier de police. Elle tire et le blesse à la moelle épinière. Le policier est mort en 2000 à l'âge de 54 ans des suites de sa blessure.

## Bâtiments remarquables et lieux de mémoire
- André-Joseph Dubois y vécut à un numéro inconnu[5].
- No 1 : la femme de lettres Louise de Vilmorin y vécut dans sa jeunesse dès 1918 avec sa famille.
- No 5 : Élisa Bonaparte y vécut sous le Premier Empire[6]. Il appartint par la suite au comte Odet de Jumilhac.
- No 3 : bâtiment inscrit aux monuments historiques. L'hôtel particulier a appartenu à Eugène-Claude Préaudeau de Chemilly.
- No 6 : le sculpteur et peintre Auguste Clésinger y vécut et y mourut en 1883.
- No 7 : à cet endroit se situait l'ancien hôtel de Vaudreuil où se trouve désormais une partie du square Roger-Stéphane. Une entrée de celui-ci y est d'ailleurs matérialisée désormais[7]. En 1909, alors que s'y trouve la maison de santé Velpeau, l'écrivain Charles-Louis Philippe y meurt à l'âge de 35 ans[8].
- No 9 : bâtiment de l'Institut d'études politiques de Paris depuis 1974[9], baptisé « site Richard Descoings ».
- No 10 : ici vécut et mourut - en 1844 - André Galle, graveur et inventeur de la chaîne à maillon (chaîne de bicyclette).
- No 11 : entrée de l'ancienne abbaye-aux-Bois, puis foyer de jeunes filles, où s'installa notamment Anne Pingeot en 1960[10].
- No 22 : Albert Camus y vit à partir de 1943 et y rédige en partie La Peste[11].
- No 26 : ici se trouvait dans les années 2000 une plaque commémorative fantaisiste : « Jérôme BOZEL / Plombier / A VECU DANS CET IMMEUBLE / DE 1972 A 1979 »[12],[13].

Quelques bâtiments de la rue
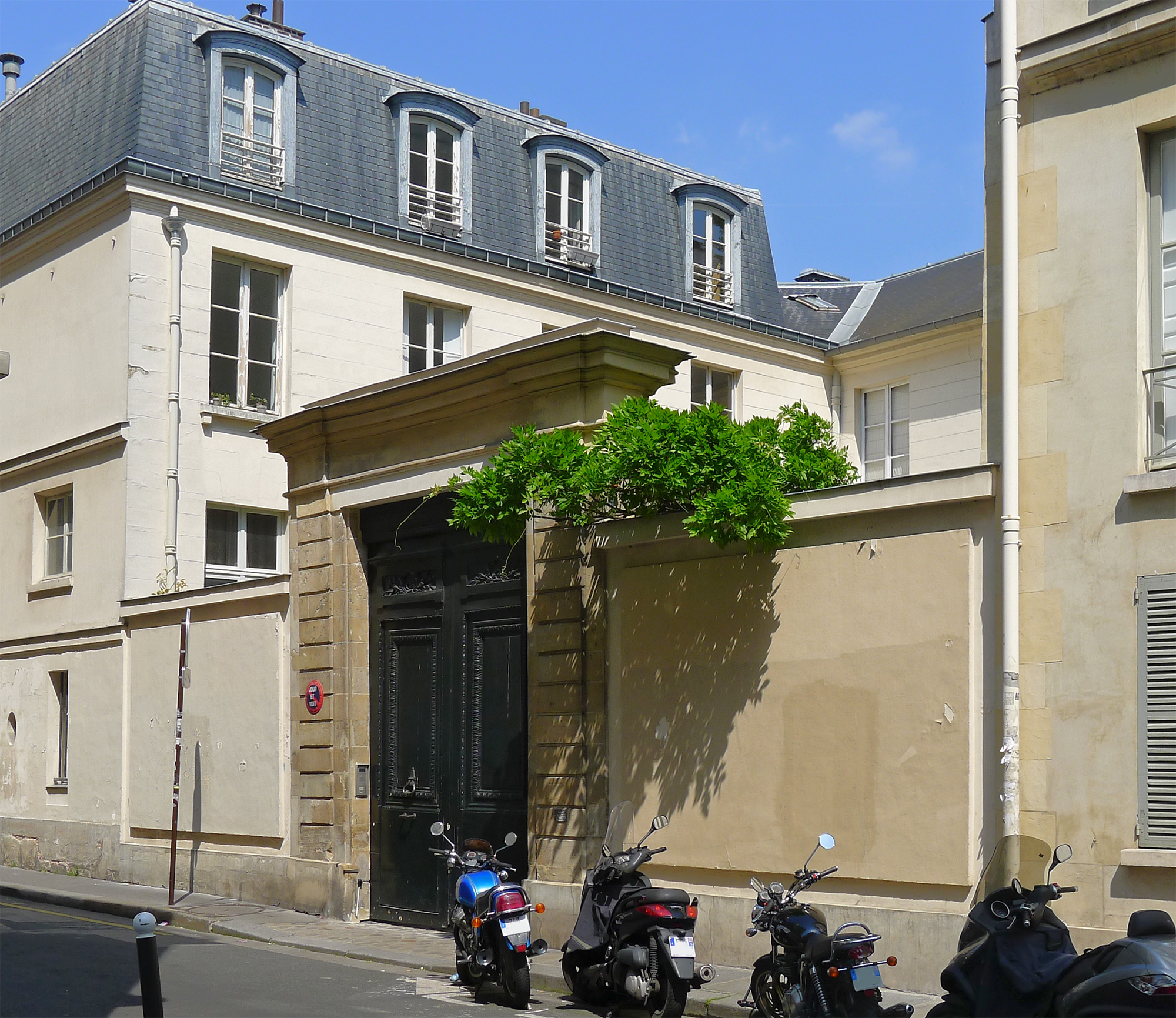
Le no 3.
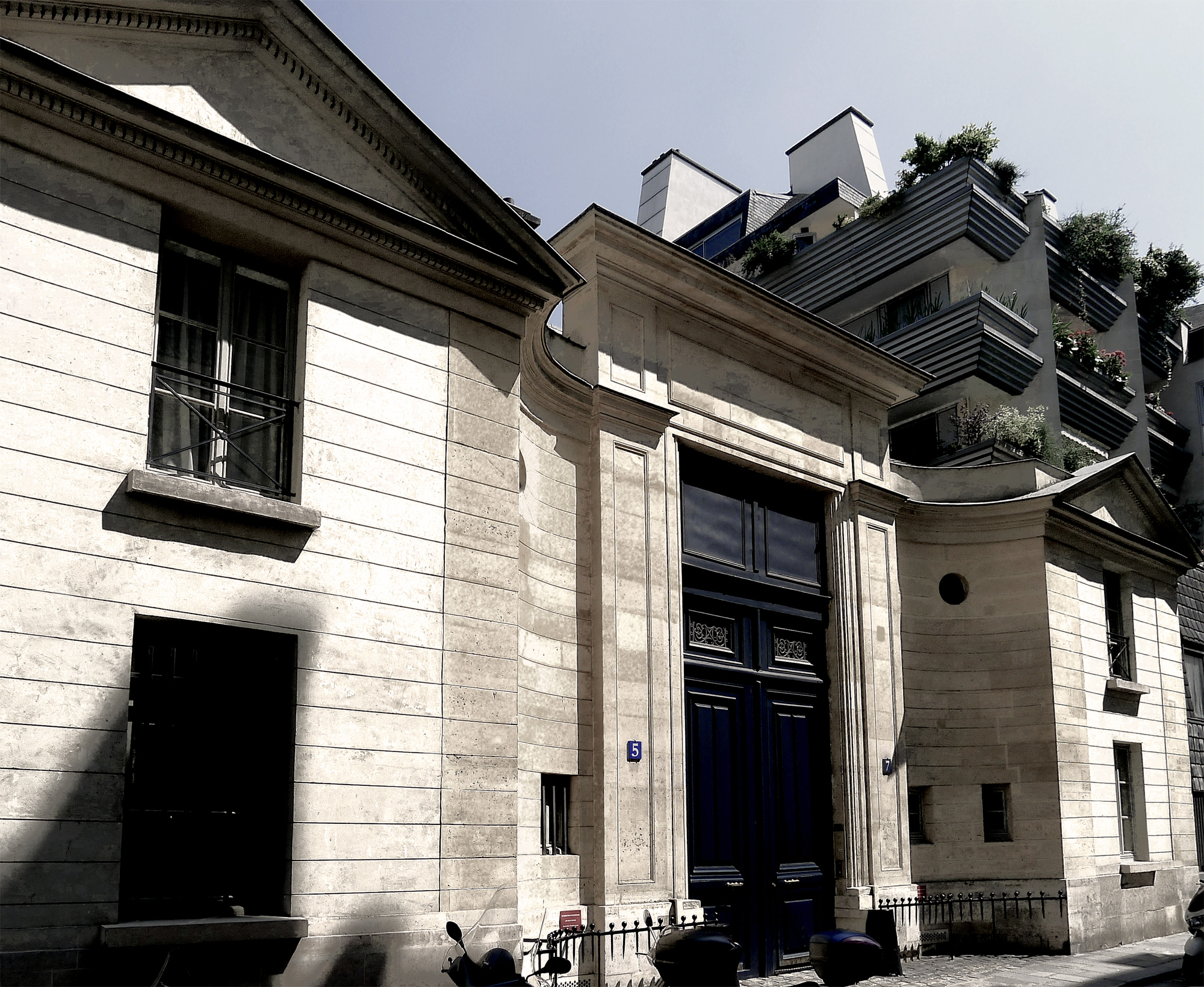
L'entrée des nos 5 et 7.

## La rue dans la littérature
La rue est mentionnée dans À la recherche du temps perdu, une partie de la famille de Guermantes y vivant.